# Boarding-Team
Ein Boarding-Team ist eine aus vier erfahrenen Seeleuten bestehende Gruppe der ARGE Küstenschutz, die im Notfall die Besatzung an Bord eines Havaristen bei der Herstellung einer Notschleppverbindung unterstützen oder eine solche an Bord eines von der Besatzung verlassenen Schiffes herstellen kann.
Die ARGE Küstenschutz kann ständig auf zwei Boarding-Teams als Bestandteil des Sicherheitskonzepts Deutsche Küste zurückgreifen. Die Boarding-Teams bestehen aus einem Nautischen Offizier und drei Schiffsmechanikern. Das Boarding-Team „Nordsee“ ist dauerhaft an Bord des Notschleppers Nordic stationiert. Es wird alle drei Wochen in Cuxhaven ausgetauscht. Das Boarding-Team „Ostsee“ ist landgestützt. Es ist innerhalb einer Rüstzeit von einer Stunde einsatzbereit.
Die ARGE Küstenschutz hat eine Vereinbarung mit dem Marinekommando der Deutschen Marine, um bei Bedarf für das Übersetzen eines Boarding-Teams auf einen Havaristen auf die SAR-Hubschrauber der Marineflieger zurückgreifen zu können.